# Jesús Garza
Jesús Ángel „Chuy” Garza García (ur. 12 lutego 2000 w Monterrey) – meksykański piłkarz występujący na pozycji prawego obrońcy, od 2021 roku zawodnik Tigres UANL.